# Finansdepartementet (Norwegen)

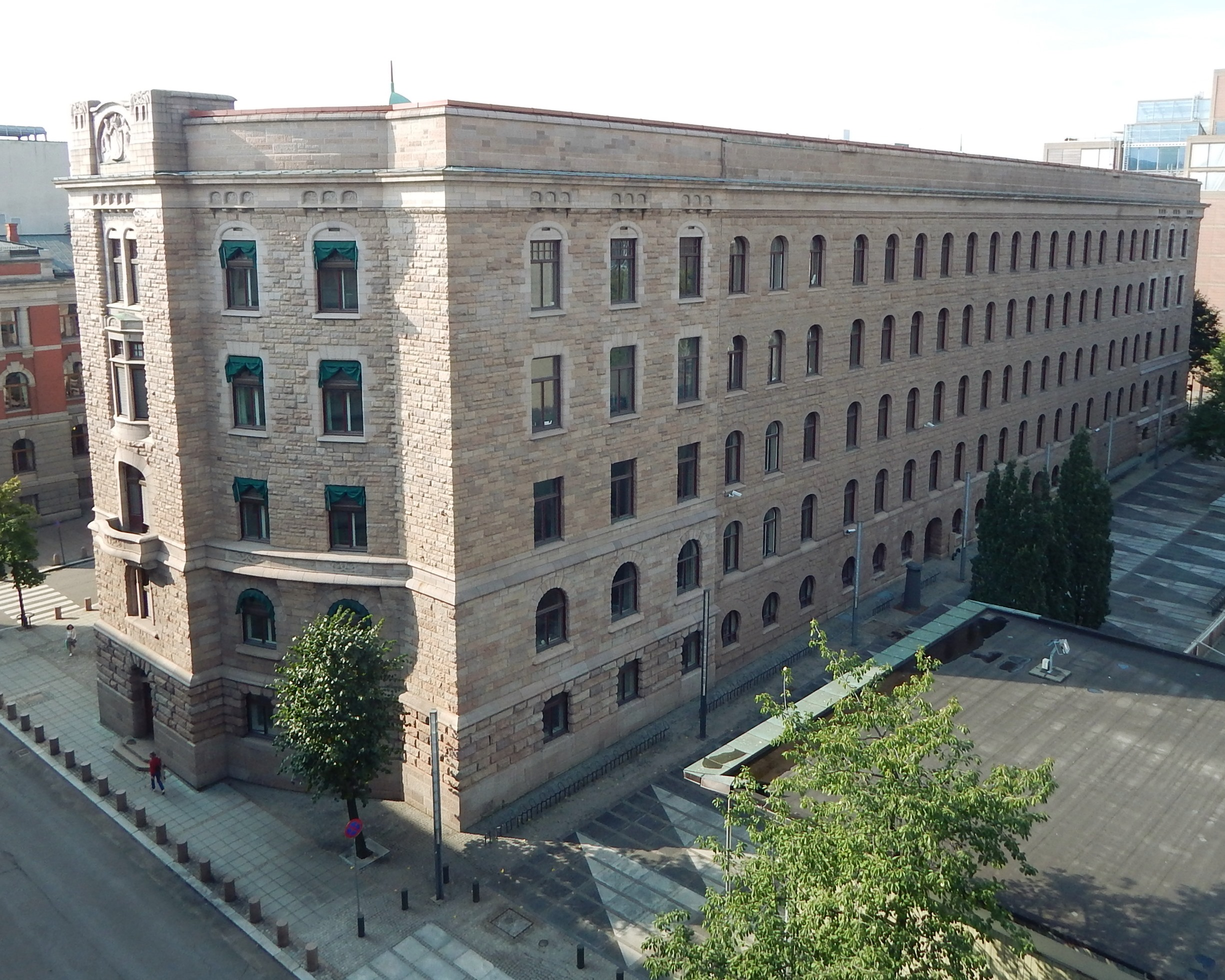
Sitz des Finanzministeriums im Osloer Regjeringskvartalet

Das norwegische Finansdepartementet (FIN) ist das Finanzministerium Norwegens, welches 1814 gegründet wurde. Auch das schwedische Finanzministerium trägt diesen Namen. Seit Februar 2025 ist Jens Stoltenberg der Finanzminister Norwegens.

## Geschichte
Das Ministerium wurde 1814 errichtet und Hermann von Wedel-Jarlsberg wurde der erste Finanzminister. Es war dabei das größte Ministerium und fungierte sowohl als Finanz- als auch Wirtschaftsministerium. Im Jahr 1816 wurde die Zentralbank Norges Bank errichtet und im Laufe der Zeit verlor das Ministerium Teile seiner anfänglichen Zuständigkeitsbereiche. In der Zeit zwischen dem Ersten und Zweiten Weltkrieg wurden einige neue Ministerien gegründet, welche Aufgaben des Finansdepartementets übernahmen. Das Finanzministerium konnte allerdings weiter Einfluss auf die neuen Ministerien ausüben, da es eine Kontrollfunktion einnahm.
Nach dem Zweiten Weltkrieg wurde Erik Brofoss neuer Finanzminister. Er war unter anderem für die Ausarbeitung einer neuen Nationalwirtschaft nach dem Krieg verantwortlich. Im Jahr 1947 veröffentlichte das Ministerium seinen ersten Haushaltsplan. Anschließend wurde die Zuständigkeit dafür ans Handelsministerium Handelsdepartementet übergeben, unter Finanzminister Trygve Bratteli kehrte sie 1951 wieder ans Finanzministerium zurück. In dieser Zeit ging zudem die Dominanz der Juristen zurück, stattdessen begannen mehr Ökonomen für das Ministerium zu arbeiten.
1999 wurde beschlossen, dass das Ministerium zum 1. Januar 2000 in Finansdepartementet umbenannt werden sollte. Zuvor hieß es Finans- og Tolldepartementet (deutsch: Finanz- und Zollministerium). Im Jahr 2001 wurde unter der Regierung Jens Stoltenberg I die Handlingsregelen eingeführt. Sie erlaubt es dem norwegischen Staat jährlich bis zu 3 Prozent aus dem Oljefondet für das Staatsbudget zu entnehmen. Im Oktober 2019 wurde Siv Jensen die bis dahin am längsten amtierende Finanzministerin seit Ende des Zweiten Weltkriegs. Sie war am 16. Oktober 2013 ernannt worden und war weiter bis Januar 2020 die Leiterin des Finansdepartementets.

## Aufgabenbereich
Das Ministerium ist für die wirtschaftliche Politik Norwegens zuständig. Es arbeitet jährlich die beiden Haushaltspläne Nasjonalbudsjett und Statsbudsjett aus. Zudem liegt das Finanzwesen, also das Banken-, Geld- und Münzwesen, das Steuerwesen, Schuldenpolitik sowie Renten- und Kreditpolitik in seinem Verantwortungsbereich. Im Bankwesen obliegt dem Finansdepartetmentet unter anderem die Zuständigkeit über die norwegische Zentralbank Norges Bank.

## Organisation
Das Finansdepartementet ist in neun Abteilungen mit verschiedenen Zuständigkeiten aufgeteilt. Es wird vom Finanzminister geleitet, der höchste Beamte im Ministerium trägt den Titel Finansråd. Dem Ministerium nachgestellt sind unter anderem das Statistisk sentralbyrå (SSB), das Direktoratet for økonomistyring, die Steuerbehörde Skatteetaten, die Zollbehörde Tolletaten, die Aufsichtsbehörde Finanstilsynet und der Folketrygdfondet.